# مركزية الشمس في المجرة
في علم الفلك، تعد نظرية مركزية الشمس في المجرة هي تلك النظرية التي تقول إن شمسنا تقع في منتصف المجرة أو بالقرب منه. وأشارت ملاحظات ويليام هيرشيل في عام 1785 إلى أن درب التبانة كانت مجرة منفصلة لها شكل القرص وكانت الشمس تقع في مركزها. وعلى الرغم من إثبات عدم صحة النظرية بواسطة هارلو شابلي في عام 1918، فلقد مثلت خطوة إلى الأمام في تطوير النماذج الكونية حيث إن التكهنات بوجود مجرات أخرى مشابهة لمجرتنا في الحجم والبنية، تضع الأرض في موضعها الصحيح مقارنة ببقية الفضاء.

## معلومات تاريخية
لقد أشار العمل المشترك بين توماس رايت وكانت إلى أن بقع الضوء غير المنتظمة والتي تسمى سديم هي في الواقع «جزر من الفضاء» بعيدة تتكون من أنظمة نجمية عديدة. وكان من المتوقع أن يبدو شكل مجرتنا مثل السديم. وفي عام 1783، حاول عالم الفلك الهاوي ويليام هيرشيل تحديد شكل المجرة عن طريق فحص النجوم باستخدام مقراب مصنوع يدويًا. وعند ملاحظته أن النجوم التي تنتمي إلى مجرة درب التبانة تبدو وكأنها تحيط بالأرض، فخمن هيرشيل أن المجرة لها شكل قرص مسطح. وبدأ بحرص في عد النجوم ذات القدر الظاهري، وبعدما وجد أن عدد النجوم كان واحدًا في جميع الاتجاهات فاستنتج أن الأرض ستكون في الغالب في مركز المجرة. ومع ذلك، كان هناك خطآن ارتكبهما هيرشيل في منهجيته: ليس القدر مؤشرًا موثوقًا به للمسافة بين النجوم وبعض المناطق التي اعتقد أنها خالية كانت في الواقع سديمًا معتمًا يحجب رؤيته لمركز درب التبانة.
ظل نموذج هيرشيل بلا منازع نسبيًا للمئة عام التالية، مع إضافة تعديلات طفيفة. أدخل ياكوبس كابتين الحركة والكثافة والضياء على حسابات هيرشيل للنجوم، والتي أشارت أيضًا إلى الموقع شبه المركزي للشمس. في عام 1918، أثناء تنقيح كابتين لنموذجه، تمت الإطاحة بنظرية مركزية الشمس في المجرة بعد ظهور عمل عالم الفلك هارلو شابلي حول التجمعات المغلقة.
عندئذ كان شابلي يدرس التوزيع غير المتناظر للمجموعات المغلقة ويحدد موقع الأجسام الفردية والمسافة بينها باستخدام النجوم المتغيرة والشموع المعيارية. تحتوي المجموعات المغلقة على نجوم المتغيرات القيفاوية والتي تم تحديد العلاقة الدقيقة بين الضياء ومدة التغير الخاصة بها بواسطة هنريتا ليويت في عام 1908. وباستخدام النجوم القيفاوية والنجوم المتغيرة أر أر ليرا لتخطيط توزيع المجموعات المغلقة بصورة منهجية، اكتشف شابلي أن النجوم في مجرة درب التبانة تدور حول مركز مشترك يبعد مئات السنين الضوئية عن الشمس. وتحدد أن مركز المجرة يوجد في اتجاه كوكبة الرامي، على بعد حوالي 50000 سنة ضوئية عنا.
عندما أدرك علماء الفلك أن ضوء النجوم يمكن امتصاصه بواسطة السحب المكونة من الغازات والغبار، قاموا بالبدء في استخدام الأشعة تحت الحمراء لاختراق سحب الغبار وتحديد موقع مجموعتنا الشمسية على أنها تبعد من 9 إلى 15 ألف فرسخ فلكي عن مركز مجرة درب التبانة.